# Élection présidentielle lettonne de 2023
L’élection présidentielle lettonne de 2023 (2023. gada Latvijas prezidenta vēlēšanas) se tient le 31 mai 2023 en Lettonie afin d'élire au scrutin indirect le président de la République. 
Le président sortant Egils Levits se présente initialement pour un second mandat avec le soutien du Premier ministre Arturs Krišjānis Kariņš, avant de retirer sa candidature quelques jours avant le scrutin.
Edgars Rinkēvičs est élu au troisième tour d'un scrutin marqué par le contexte de l'invasion de l'Ukraine par la Russie. Membre du parti gouvernemental Nouvelle Unité, Rinkēvičs réaffirme le soutien de la Lettonie à l'Ukraine.

## Contexte

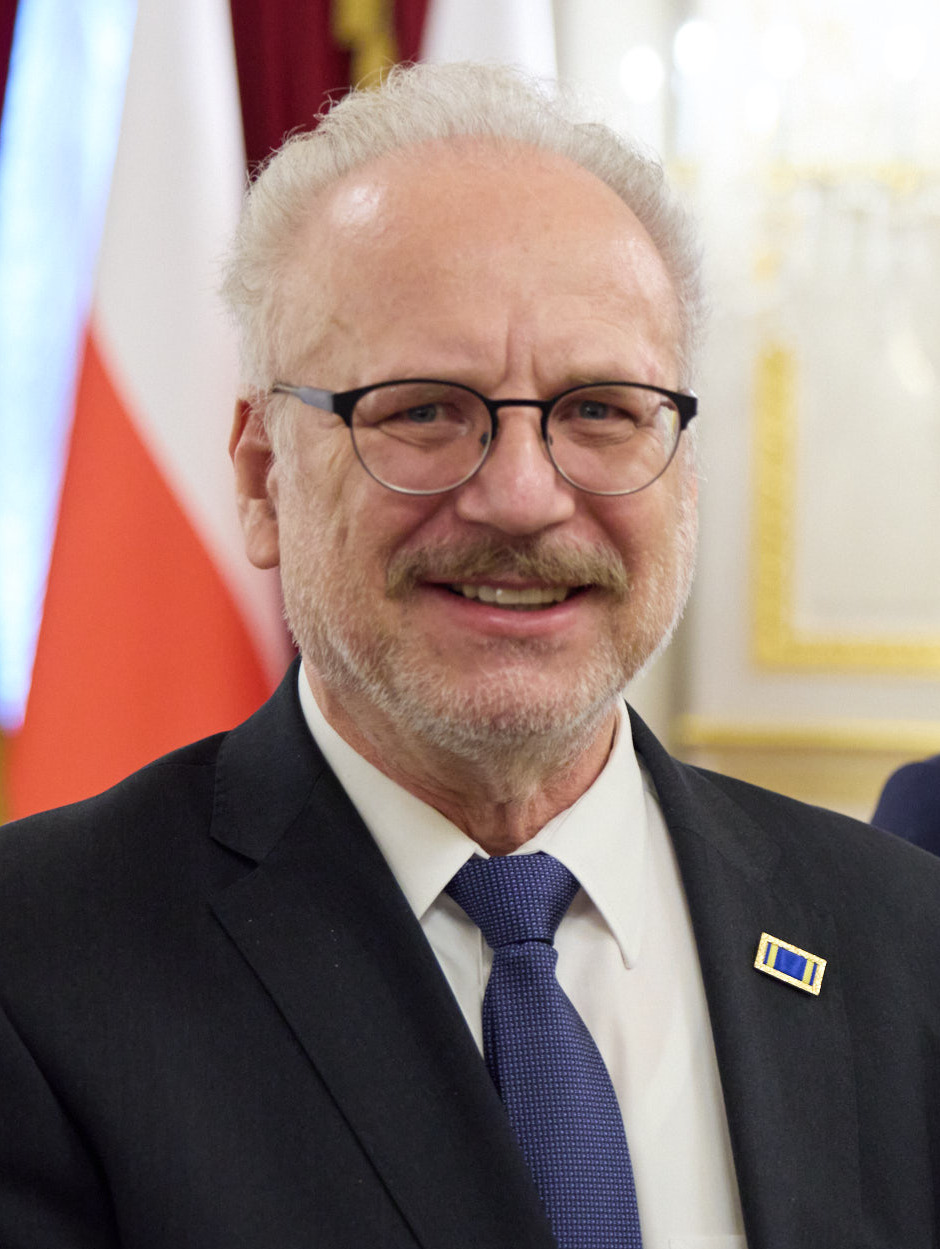
Egils Levits

Lors de l'élection présidentielle de mai 2019, le juriste Egils Levits est élu dès le premier tour de scrutin par les membres du parlement letton, la Saeima, grâce au soutien de la coalition gouvernementale composée de l'Alliance nationale, le Nouveau Parti conservateur, Développement/Pour !, Unité et une partie de Qui possède l'État ?,,.
Les élections législatives d'octobre 2022 conduisent à un important renouvellement de la coalition avec la victoire de Nouvelle Unité, la formation du Premier ministre Arturs Krišjānis Kariņš, dans ce qui est perçu comme une victoire du camp pro-occidental dans le contexte de l'invasion de l'Ukraine par la Russie,. Le président tient lui même un discours résolument pro-ukrainien tout au long du conflit. Cinq semaines après la tenue du scrutin, Arturs Krišjānis Kariņš signe un pacte de coalition avec la Liste Unie et l'Alliance nationale. Initialement pressenti pour rejoindre le gouvernement, Les Progressistes y renoncent. Le gouvernement Kariņš II entre en fonction le 14 décembre 2022. La longue et difficile formation du gouvernement amène le président à faire part de ses craintes que l'élection présidentielle à venir puisse causer des dissensions entre les partis de la coalition au point de provoquer son éclatement. 
Lors de ses vœux à la nation pour le nouvel an 2023, Egils Levits aborde de nombreux thèmes et terminologies liés au programme du gouvernement et notamment de l'Alliance nationale, tels que la transformation de l'économie et la sécurité nationale dans le cadre de l'OTAN. Son discours est alors perçu comme une tentative de séduire la majorité parlementaire en vue d'une éventuelle réélection.

## Système électoral

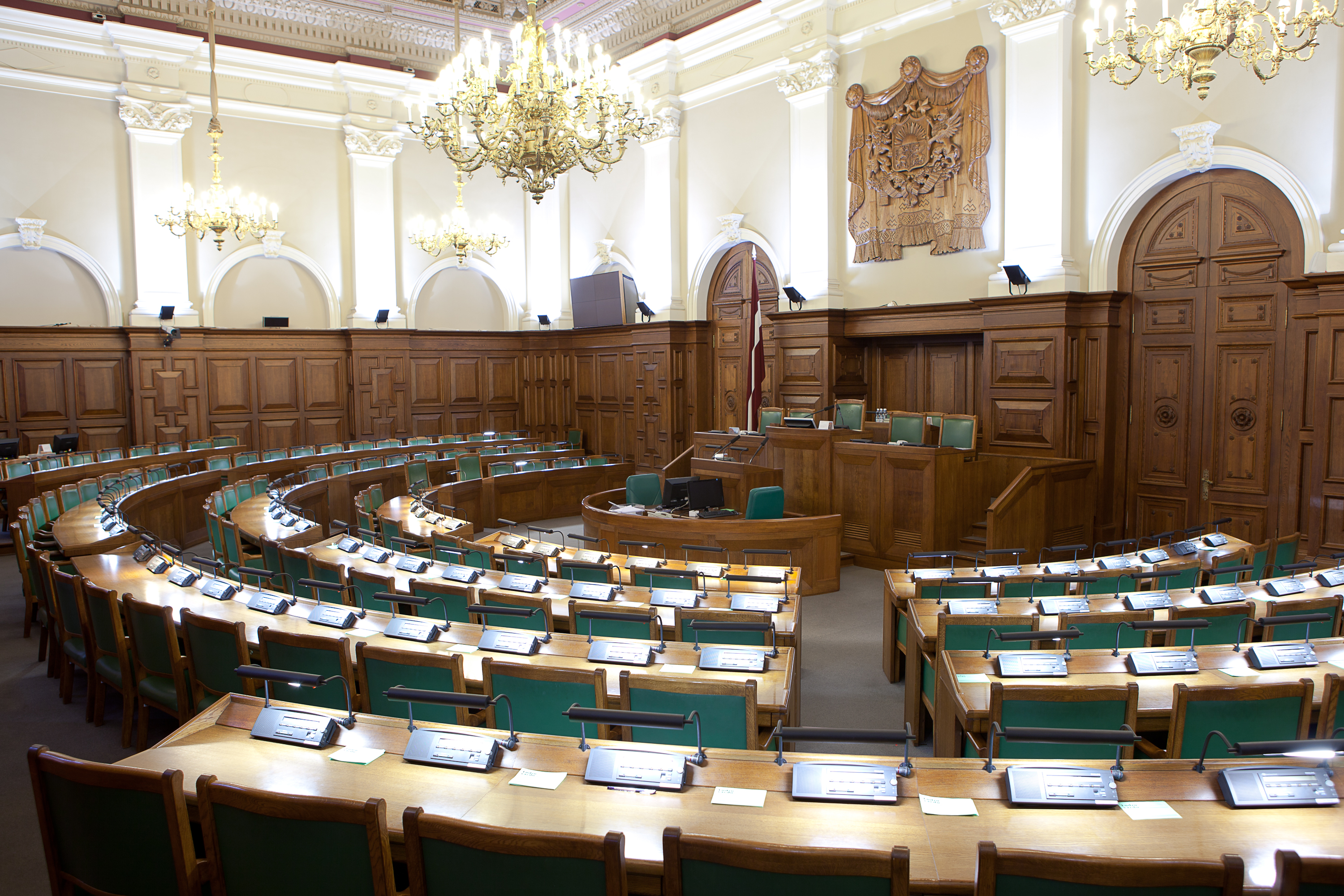
Hémicycle de la Saeima

Le président de la république de Lettonie est élu pour quatre ans au suffrage indirect et ouvert par un collège électoral composé des membres de la Saeima, le parlement national. Il est rééligible, mais une seule fois de manière consécutive, un président ne pouvant rester en poste plus de huit ans de suite,.
Est élu au premier tour le candidat qui recueille la majorité absolue du nombre total des députés, soit 51 voix sur 100. En cas d'échec, un second tour est organisé dans les mêmes conditions. À partir du troisième tour, le candidat ayant reçu le moins de votes au tour précédent est éliminé, les tours s'ensuivant jusqu'à ce qu'un candidat soit élu. Ces derniers peuvent ne pas être les mêmes d'un tour à l'autre. Comme la majorité exigée est toujours basée sur le total des membres de la Saeima et non sur la base des votes valides, il est possible qu'un tour de scrutin où s'affrontent seulement deux candidats — voire un seul — soit lui aussi infructueux.
Le président de la Saeima préside le collège électoral. Avant le premier tour de l'élection présidentielle, les partis politiques représentés à la Saeima désignent leurs candidats. Ces derniers doivent être âgés d'au moins quarante ans, posséder la citoyenneté lettonne et ne pas avoir de double nationalité ou de casier judiciaire.

## Candidats
La candidature du fondateur et dirigeant de la Liste Unie (AS), Uldis Pīlēns, est proposée le 11 avril par celle-ci. Il reçoit le soutien de Lettonie d'abord (LPV), et cumule ainsi le soutien d'un parti membre de la coalition gouvernementale ainsi que d'un parti situé dans l'opposition, pour un total de 24 députés sur les 100 composant la Saeima,.
Le président sortant Egils Levits reçoit le 17 avril le soutien à sa candidature de l'Alliance nationale (NA). Peu auparavant, Nouvelle Unité (JV) s'était également déclaré favorable à sa réélection si la NA l'était également. Sa déclaration de candidature intervient lors d'une conférence conjointe avec le Premier ministre Arturs Krišjānis Kariņš. Levits bénéficie ainsi du soutien de deux des trois partis composant le Gouvernement Kariņš II, qui totalisent alors 39 députés,. A la surprise générale, Egils Levits annonce cependant le retrait de sa candidature le 10 mai, alléguant de la formation d'une coalition de forces politiques affiliées à l'oligarchie pro-russe. Il appelle Uldis Pīlēns à en faire de même afin de favoriser une candidature conjointe des partis gouvernementaux,.
Face au retrait du président sortant, Nouvelle Unité annonce le lendemain qu'elle présente la candidature de l'un de ses membres, le ministre des Affaires étrangères, Edgars Rinkēvičs.
L'Union des verts et des paysans (ZZS), Pour la stabilité ! (S!) et Les Progressistes (P), tous trois dans l'opposition et dotés respectivement de 16, 11 et 10 députés, sont également en mesure de présenter des candidats. Le 11 mai, Les Progressistes annoncent soumettre la candidature de l'activiste indépendante Elīna Pinto.

## Résultats
| Candidats                | Candidats                | Partis                   | Premier tour | Premier tour | Deuxième tour | Deuxième tour | Troisième tour | Troisième tour |
| Candidats                | Candidats                | Partis                   | Voix         | %            | Voix          | %             | Voix           | %              |
| ------------------------ | ------------------------ | ------------------------ | ------------ | ------------ | ------------- | ------------- | -------------- | -------------- |
|                          | Edgars Rinkēvičs         | JV                       | 42           | 54,54        | 42            | 54,54         | 52             | 67,53          |
|                          | Uldis Pīlēns             | Ind                      | 25           | 32,49        | 25            | 32,49         | 25             | 32,49          |
|                          | Elīna Pinto              | Ind                      | 10           | 12,99        | 10            | 12,99         |                |                |
|                          |                          |                          |              |              |               |               |                |                |
| Majorité requise         | Majorité requise         | Majorité requise         | 51 voix      | 51 voix      | 51 voix       | 51 voix       | 51 voix        | 51 voix        |
|                          |                          |                          |              |              |               |               |                |                |
| Votes valides            | Votes valides            | Votes valides            | 77           | 88,51        | 77            | 88,51         | 77             | 88,51          |
| Votes blancs et nuls     | Votes blancs et nuls     | Votes blancs et nuls     | 10           | 11,49        | 10            | 11,49         | 10             | 11,49          |
| Total                    | Total                    | Total                    | 87           | 100          | 87            | 100           | 87             | 100            |
| Absents                  | Absents                  | Absents                  | 13           | 13,00        | 13            | 13,00         | 13             | 13,00          |
| Inscrits / participation | Inscrits / participation | Inscrits / participation | 100          | 87,00        | 100           | 87,00         | 100            | 87,00          |

## Analyse et conséquences

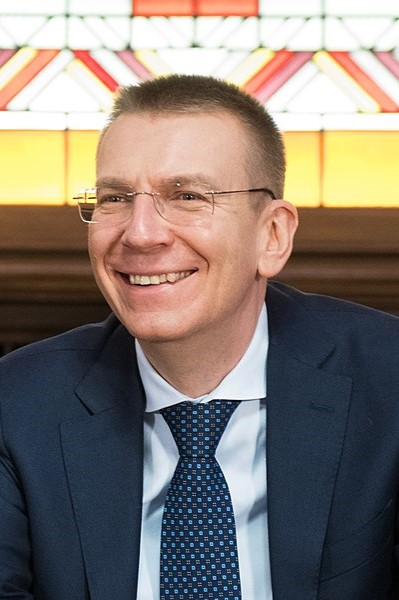
Edgars Rinkēvičs

Après deux tours de scrutin, qui voient Edgars Rinkēvičs arriver en tête devant Uldis Pīlēns et Elīna Pinto sans pour autant réunir la majorité absolue du total des inscrits, un troisième tour est organisé après l'élimination d'Elīna Pinto. Les voix de cette dernière se reportent sur Rinkēvičs, qui est ainsi élu à la présidence de la République.
Dans son discours devant l'Assemblée, après avoir remercié celle-ci pour sa confiance et assuré qu'il fera tout ce qui est en son pouvoir pour que la Lettonie « fleurisse dans un climat apaisé », le président élu réaffirme le soutien à la politique étrangère de son prédécesseur dans le contexte de l'invasion de l'Ukraine par la Russie. Le président sortant Egils Levits le félicite dans la foulée, affirmant « être sûr que la Lettonie sera entre de bonnes mains pour les quatre prochaines années ». Edgars Rinkēvičs reçoit également les félicitations du président ukrainien Volodymyr Zelensky et du président de l'Estonie voisine, Alar Karis, ces derniers se déclarant réjouis de pouvoir poursuivre la collaboration entre leurs pays. Le mandat d'Edgars Rinkēvičs commence le 8 juillet 2023,.
L'élection de Rinkēvičs est par ailleurs remarquée en raison de son homosexualité, assumée depuis son coming out en 2014, ce qui fait de lui la première personne ouvertement gay à être élue à la présidence de la Lettonie,.